# Long Thuận (phường)
Long Thuận là một phường thuộc tỉnh Đồng Tháp, Việt Nam.

## Địa lý
Phường Long Thuận có vị trí địa lý:
- Phía đông giáp xã Tân Điền.
- Phía tây giáp phường Gò Công.
- Phía nam giáp xã Tân Hòa.
- Phía bắc giáp phường Sơn Qui và xã Tân Đông.

Phường Long Thuận có diện tích 8,26 km², dân số năm 2025 là 29.715 người, mật độ dân số đạt 3.597 người/km².

## Hành chính
Phường Long Thuận được chia thành 4 khu phố: Gò Tre, Thuận An, Thuận Hòa, Xóm Dinh.

## Lịch sử
Xã Long Thuận nguyên là thôn Thuận Ngãi và thôn Thuận Tắc.
Năm Thiệu Trị thứ nhất, làng Long Thuận thuộc tổng Hoà Lạc Hạ, huyện Tân Hoà, phủ Hoà Thạnh, tỉnh Gia Định.
Năm Tự Đức thứ 5, làng Long Thuận thuộc phủ Tân An, cùng tỉnh.
Đầu thời kỳ Pháp thuộc vẫn tổng cũ, đặt thuộc hạt thanh tra Tân An, rồi Tân Hoà, rồi Gò Công.
Ngày 31 tháng 3 năm 1885, làng Long Thuận sáp nhập với làng Thuận Ngãi thành làng Thành Phố.
Ngày 1 tháng 1 năm 1900, làng Thành Phố thuộc tỉnh Gò Công.
Ngày 9 tháng 2 năm 1913, làng Thành Phố thuộc quận Gò Công, tỉnh Mỹ Tho vì tỉnh Gò Công giải thể.
Ngày 9 tháng 02 năm 1924, làng Thành Phố thuộc tỉnh Gò Công vừa mới tái lập lại.
Năm 1956, Chính quyền Sài Gòn thành lập xã Long Thuận trên cơ sở sáp nhập làng Thành Phố và làng Long Chánh.
Ngày 16 tháng 2 năm 1987, Hội đồng Bộ trưởng ban hành Quyết định số 37-HĐBT về việc thành lập xã Long Thuận thuộc thị xã Gò Công mới tái lập.
Ngày 30 tháng 4 năm 1987, chính thức thành lập xã Long Thuận.
Ngày 19 tháng 3 năm 2024, Ủy ban Thường vụ Quốc hội ban hành Nghị quyết số 1013/NQ-UBTVQH15 (nghị quyết có hiệu lực từ ngày 1 tháng 5 năm 2024) về việc:
- Thành lập phường Long Thuận thuộc thị xã Gò Công trên cơ sở toàn bộ diện tích tự nhiên 6,45 km² và dân số là 11.538 người của xã Long Thuận.
- Thành lập thành phố Gò Công thuộc tỉnh Tiền Giang. Phường Long Thuận trực thuộc thành phố Gò Công.

Ngày 12 tháng 4 năm 2024, UBND tỉnh Tiền Giang ban hành Quyết định số 635/QĐ-UBND về việc chuyển các ấp Gò Tre, Thuận An, Thuận Hòa, Xóm Dinh thành các khu phố có tên tương ứng.
Ngày 16 tháng 6 năm 2025, Ủy ban Thường vụ Quốc hội ban hành Nghị quyết số 1663/NQ-UBTVQH15 về việc sắp xếp các đơn vị hành chính cấp xã của tỉnh Đồng Tháp năm 2025. Theo đó, sắp xếp toàn bộ diện tích tự nhiên, quy mô dân số của Phường 2 (thành phố Gò Công) và phường Long Thuận thành phường mới có tên gọi là phường Long Thuận.
Sau khi sáp nhập, phường Long Thuận có 8,26 km² diện tích tự nhiên và dân số 29.715 người.